# Īlias Īliadīs
Īlias Īliadīs, nato Jarji Zviadauri (in greco Ηλίας Ηλιάδης?, in georgiano ჯარჯი ზვიადაური?; Akhmeta, 10 novembre 1986), è un judoka greco, di origine georgiana.
Ha rappresentato la Grecia a quattro edizioni consecutive dei Giochi olimpici estivi da Atene 2004 a Rio de Janeiro 2016, vincendo la medaglia d'oro nell'edizione greca nel torneo degli 81 kg e quella di bronzo a Londra 2012 nella categoria dei 90 kg. A Pechino 2008 è stato alfiere alla cerimonia d'apertura.
È stato tre volte campione del iridato, ai mondiali di Tokyo 2010, Parigi 2011 e Čeljabinsk 2014 nei 90 kg, e due volte campione continentale, agli europei di Bucarest 2004 e Istanbul 2011, rispettivamente negli 81 e 90 kg. Ha ottenuto due medaglie d'oro ai Giochi del Mediterraneo, la prima ad Almería 2005 e la seconda a Pescara 2009 nei 90 kg.

## Biografia
Di origine georgiana compete per la Grecia a partire dal 2002 in seguito all'adozione, quando è ancora minorenne, da parte di Nokos Īliadīs.
Pratica Judo dall'età di 10 anni ed è il primo atleta greco a conquistare una medaglia d'oro olimpica ed ai campionati mondiali in tale specialità.
Come porta bandiera della rappresentativa greca è stato il primo atleta ad entrare nello Stadio Nazionale di Pechino durante la cerimonia inaugurale delle Olimpiadi del 2008.
Nel 2011 la città di Amindeo ha rinominato il ginnasio locale in suo onore.
È cugino di Zurab Zviadauri, anche lui vincitore di una medaglia d'oro olimpica ad Atene 2004 nella categoria -90 kg di Judo.

## Palmarès
- Giochi olimpici estivi

Atene 2004: oro negli 81 kg.
Londra 2012: bronzo nei 90 kg.
- Campionati mondiali di judo

Il Cairo 2005: argento nei 90 kg.
Rio de Janeiro 2007: argento nei 90 kg.
Tokyo 2010: oro nei 90 kg.
Parigi 2011: oro nei 90 kg.
Rio de Janeiro 2013: bronzo nei 90 kg
Čeljabinsk 2014: oro nei 90 kg.
- Giochi europei

Baku 2015: bronzo nei 90 kg.
- Campionati europei di judo

Bucarest 2004: oro negli 81 kg.
Vienna 2010: bronzo nei 90 kg.
Istanbul 2011: oro nei 90 kg.
- Giochi del Mediterraneo

Almería 2005: oro nei 90 kg.
Pescara 2009: oro nei 90 kg.